# Новый выбор
«Новый выбор» (кор. 새로운선택) — бывшая политическая партия в Республике Корея, основанная 11 декабря 2023 года бывшим депутатом парламента от «Демократической партии» Кым Тхэсопом.

## История
В апреле 2023 года Кым Тхэсопом и его сторонники, критиковавшие двухпартийную систему в стране провели собрание, и на этой основе 11 декабря 2023 года основали партию, так называемой, «третьей зоны» (противостоящая двум ведущим партиям страны — «Демократической партии» и «Силе народа»). Сопредседателями новой партии были избраны Кым Тхэсоп и Чо Сонджу. О присоединении к партии заявила депутат от «Партии справедливости» Рю Ходжон, однако она не покинула ряды «Партии справедливости», чтобы не потерять место в парламенте.
9 февраля 2024 года партия вошла в состав «Партии новых реформ» для совместного участия в парламентских выборах.